# Joseph-Alphonse Adhémar
Joseph-Alphonse Adhémar (1797-1862) est un professeur et mathématicien français.

## Biographie
Il est né en février 1797 à Paris, décédé le 22 mars 1862, à Paris 7e, il est fils de Joseph-Mercier Adhémar et de Marguerite Lefeuvre. Élève de l’École polytechnique, il se consacra essentiellement à la rédaction de manuels pour l'enseignement scientifique et technique. Il était célibataire.
Après la découverte des périodes de glaciation par les géologues du XIXe siècle (Louis Agassiz, 1837), il a été le premier à suggérer que les ères glaciaires étaient contrôlées par des forces astrophysiques dans son livre Révolutions de la mer en 1842. Il suppose que les périodes glaciaires apparaissent tous les 22 000 ans à partir du cycle de précession calculé par d'Alembert. Cette théorie a été reprise par un scientifique écossais, James Croll, en 1864.
Il est un des scientifiques à l'origine des paramètres de Milanković de l'ingénieur serbe Milutin Milanković qui a fait le traité mathématique du climat le plus complet entre 1920 et 1941.
Il est inhumé au cimetière Montmartre ; la tombe est une pyramide à base quadrangulaire en granit, dans la face antérieure est sculptée une sphère en relief. Le monument est l’œuvre de Paul Lorain, architecte, il a été gravé par Mercier.

## Œuvres
- Révolutions de la mer. Déluges périodiques, Paris 1842, 3. Aufl. 1874
- Cours de mathématiques à l'usage de l'ingénieur civil, (Paris 1832-56, 14 Bde.)
- Traité de géométrie descriptive, (Paris 1834, 3. éd. 1846)
- Traité de perspective linéaire, (Paris 1838, 3. éd. 1860, übersetzt von O.Möllinger, Solothurn 1845)
- Traité des ombres, (2. éd. Paris 1852) Google Book search, full text